# Чудо в камере № 7 (Турция)
«Чудо в камере № 7» (тур. 7. Koğuştaki Mucize) — кинофильм турецкого режиссёра Мехмета Ады Озтекина, вышедший на экраны в 2019 году. Ремейк одноимённого южнокорейского фильма, сценарий, персонажи и атмосфера которого были значительно изменены. Картина была выдвинута от Турции на премию «Оскар» за лучший фильм на иностранном языке, однако не была номинирована.

## Сюжет
Действие происходит в 1983 году в турецкой провинции Мугла. Умственно отсталый Мемо живёт недалеко от морского побережья со своей маленькой дочкой Овой и бабушкой Фатмой. В силу роковой случайности он становится свидетелем гибели дочки высокопоставленного армейского полковника, который обвиняет во всём Мемо и после побоев отправляет того в тюрьму. Здесь, в камере № 7, другие заключённые встречают его поначалу откровенно враждебно. Но постепенно понимают, что новичок — чрезвычайно добрый и наивный человек, который мухи не обидит, а следовательно обвинён несправедливо. После того, как суд приговаривает Мемо к повешению, сокамерники решают помочь ему и организуют «доставку» Овы прямо в камеру...

## В ролях
- Арас Булут Ийнемли — Мемо
- Ниса София Аксонгур — Ова
- Селиль Тойон — бабушка Фатма
- Дениз Байсал — учительница Мине
- Илькер Аксум — Аскорозлу
- Месут Акуста — Юсуф
- Юрдаэр Окур — Айдын
- Сарп Аккая — Наиль
- Йылдырай Шахинлер — Хафыз
- Дениз Джелилоглу — Фарук
- Ферит Кая — Али
- Хаяль Кёсеоглу — взрослая Ова

## Награды и номинации
- 2019 — номинация на премию Турецкой ассоциации кинокритиков за лучшую работу художника-постановщика (Хакан Яркин).
- 2020 — 6 призов кинофестиваля в Измире: лучший фильм, лучший режиссёр (Мехмет Ада Озтекин), лучший актёр (Арас Булут Ийнемли), лучший актёр второго плана (Илькер Аксум), лучший ребёнок-актёр (Ниса София Аксонгур), лучшая операторская работа (Торбен Форсберг). Кроме того, лента получила 10 номинаций.
- 2020 — премия «Золотая пальма» за лучший фильм.